# Kyle (Name)
Kyle ist ein männlicher und seltener auch ein weiblicher Vorname. In den USA tritt der Name überwiegend als männlicher Vorname, in Großbritannien und Irland überwiegend als weiblicher Vorname auf. Kyle kommt auch als Familienname vor.

## Herkunft und Bedeutung
Der Vorname Kyle ist nachrangig entstanden; ursprünglich war Kyle ein Familienname schottischer Herkunft, abgeleitet von dem gälischen caol mit der Bedeutung Meerenge, Flussmündung. Erstmals kam der Name möglicherweise im historischen Kyle District von Ayrshire in Schottland auf.

## Namensträger

### Männlicher Vorname
- Kyle Anderson (1987–2021), australischer Dartspieler
- Kyle Bailey (* 1982), US-amerikanischer Basketballspieler
- Kyle Baker (* 1965), US-amerikanischer Cartoonist
- Kyle Baun (* 1992), kanadischer Eishockeyspieler
- Kyle Breitkopf (* 2005), kanadischer Schauspieler und Synchronsprecher
- Kyle Brodziak (* 1984), kanadischer Eishockeyspieler
- Kyle Bruckmann (* 1971), US-amerikanischer Jazzmusiker und Komponist
- Kyle Busch (* 1985), US-amerikanischer Rennfahrer
- Kyle Calder (* 1979), kanadischer Eishockeyspieler
- Kyle Chalmers (* 1998), australischer Schwimmer
- Kyle Chandler (* 1965), US-amerikanischer Schauspieler
- Kyle Cook (* 1975), US-amerikanischer Musiker
- Kyle Cooper (* 1962), US-amerikanischer Grafikdesigner
- Kyle Cumiskey (* 1986), kanadischer  Eishockeyspieler
- Kyle Doyle (* 1981), kanadischer Eishockeyspieler
- Kyle Eastwood (* 1968), US-amerikanischer Jazzmusiker, Sohn von Clint Eastwood
- Kyle Eckel (* 1981), US-amerikanischer American-Football-Spieler
- Kyle Gallner (* 1986), US-amerikanischer Schauspieler
- Kyle Gass (* 1960), US-amerikanischer Musiker und Schauspieler
- Kyle Greentree (* 1983), kanadischer  Eishockeyspieler
- Kyle Gritters (* 1983), US-amerikanischer Radrennfahrer
- Kyle Harrison (* 1982), US-amerikanischer Lacrosse-Spieler
- Kyle T. Heffner (* 1957), US-amerikanischer Schauspieler
- Kyle Howard (* 1978), US-amerikanischer Schauspieler
- Kyle Juszczyk (* 1991), US-amerikanischer Footballspieler
- Kyle Korver (* 1981), US-amerikanischer Basketballspieler
- Kyle Lafferty (* 1987), nordirischer Fußballspieler
- Kyle Lightbourne (* 1968), bermudischer Fußball- und Cricketspieler
- Kyle MacLachlan (* 1959), US-amerikanischer Schauspieler
- Kyle Massey (* 1991), US-amerikanischer Schauspieler und Rapper
- Kyle McLaren (* 1977), kanadischer Eishockeyspieler
- Kyle Mills (* 1966), US-amerikanischer Thriller-Autor
- Kyle Motl (* ≈1985), US-amerikanischer Jazzmusiker
- Kyle Naughton (* 1988), englischer Fußballspieler irischer Abstammung
- Kyle Okposo (* 1988), US-amerikanischer Eishockeyspieler
- Kyle Petty (* 1960), US-amerikanischer NASCAR-Rennfahrer
- Kyle Poole (* ≈1990), US-amerikanischer Jazzmusiker
- Kyle Quincey (* 1985), kanadischer  Eishockeyspieler
- Kyle Rasmussen (* 1968), US-amerikanischer Skirennläufer
- Kyle Sabihy (* 1983), US-amerikanischer Schauspieler
- Kyle Schmid (* 1984), kanadischer Schauspieler
- Kyle Secor (* 1957), US-amerikanischer Schauspieler
- Kyle Shewfelt (* 1982), kanadischer Turner
- Kyle Smaine (1991–2023), US-amerikanischer Freestyle-Skier
- Kyle Sullivan (* 1988), US-amerikanischer Schauspieler
- Kyle Swann (* 1990), US-amerikanischer Schauspieler
- Kyle Tress (* 1981), US-amerikanischer Skeletonpilot
- Kyle Turris (* 1989), kanadischer Eishockeyspieler
- Kyle Vanden Bosch (* 1978), US-amerikanischer American-Football-Spieler
- Kyle Visser (* 1985), US-amerikanischer Basketballspieler
- Kyle Walker (* 1990), englischer Fußballspieler
- Kyle Wamsley (* 1980), US-amerikanischer Radrennfahrer
- Kyle Wellwood (* 1983), kanadischer Eishockeyspieler
- Kyle Wilson (* 1983), US-amerikanischer Basketballspieler
- Kyle Zajec (* 1997), US-amerikanischer Fußballspieler

### Weiblicher Vorname
- Kyle Chavarria (* 1995), US-amerikanische Schauspielerin
- Kyle Zimmer, Gründerin von First Book, einer Non-Profit-Organisation, die Bücher an Kinder in den USA, Kanada, Mexiko und Kolumbien vermittelt

### Kunstfigur
- Kyle Broflovski, animierte Figur aus der US-amerikanischen Fernsehserie South Park
- Kyle Reese, Charakter in der Terminator Spielfilmreihe.

### Familienname
- Aaron Kyle (* 1954), US-amerikanischer American-Football-Spieler
- Alexandra Kyle (* 1988), US-amerikanische Schauspielerin
- Benjaman Kyle (* 1948), Pseudonym
- Bill Kyle (Eishockeyspieler) (William Miller Kyle; 1924–1968), kanadischer Eishockeyspieler
- Bill Kyle (Musiker) (William T. Kyle; 1946–2016), schottischer Musiker
- Billy Kyle (1914–1966), US-amerikanischer Jazzpianist
- Chris Kyle (1974–2013), US-amerikanischer Scharfschütze und Unternehmer
- Christopher Kyle (* 19**), US-amerikanischer Drehbuchautor
- David A. Kyle (1919–2016), US-amerikanischer Science-Fiction-Autor und Mitglied der Futurians
- Doug Kyle (1932–2023), kanadischer Langstreckenläufer
- Frances Kyle (1894–1958), irische Rechtsanwältin
- Jack Kyle (1926–2014), irischer Rugbyspieler
- James H. Kyle (1854–1901), US-amerikanischer Politiker
- Jeremy Kyle (* 1965), britischer Fernsehmoderator
- John Kyle (Politiker) (* 1951), nordirischer Politiker
- John Curtis Kyle (1851–1913), US-amerikanischer Politiker
- Joseph Kyle (Maler) (1798 oder 1809–1863), US-amerikanischer Porträt-, Genre- und Panoramenmaler
- Joseph Kyle (Fußballspieler) (1913–1993), schottischer Fußballspieler
- Kaylyn Kyle (* 1988), kanadische Fußballspielerin
- Kit Kyle (* 1965), US-amerikanischer Radrennfahrer
- Kevin Kyle (* 1981), schottischer Fußballspieler
- Maeve Kyle (1928–2025), irisch-britische Sprinterin und Mittelstreckenläuferin
- Mark A. Kyle (* um 1958), pensionierter Generalmajor der US Air Force
- Marquard von dem Kyle (15. Jahrhundert), Lübecker Ratsherr
- Mollie Kyle (1886–1937), Indianerin und Überlebende der Osage-Morde
- Peter Kyle (Fußballspieler) (1878–1957), schottischer Fußballspieler
- Peter Kyle (Politiker) (* 1970), britischer Politiker
- Thomas Kyle (1858–1932), englischer Fußballschiedsrichter
- Thomas B. Kyle (1856–1915), US-amerikanischer Politiker
- Wallace Kyle (1910–1988), australischer Offizier der Luftstreitkräfte des Vereinigten Königreichs